# Gouvernement de Minsk
1793–1921
Entités précédentes :
- Voïvodie de Minsk

Entités suivantes :
- République socialiste soviétique de Biélorussie
- Pologne

Le gouvernement de Minsk (en russe : Минская губерния, Minskaïa goubernia) est un gouvernement de l’Empire russe. Sa capitale était la ville de Minsk. 

## Historique
Le gouvernement de Minsk a été créé en 1793 à partir des territoires acquis lors des partages de la Pologne. Le gouvernement de Minsk a existé jusqu'en 1921.

## Géographie

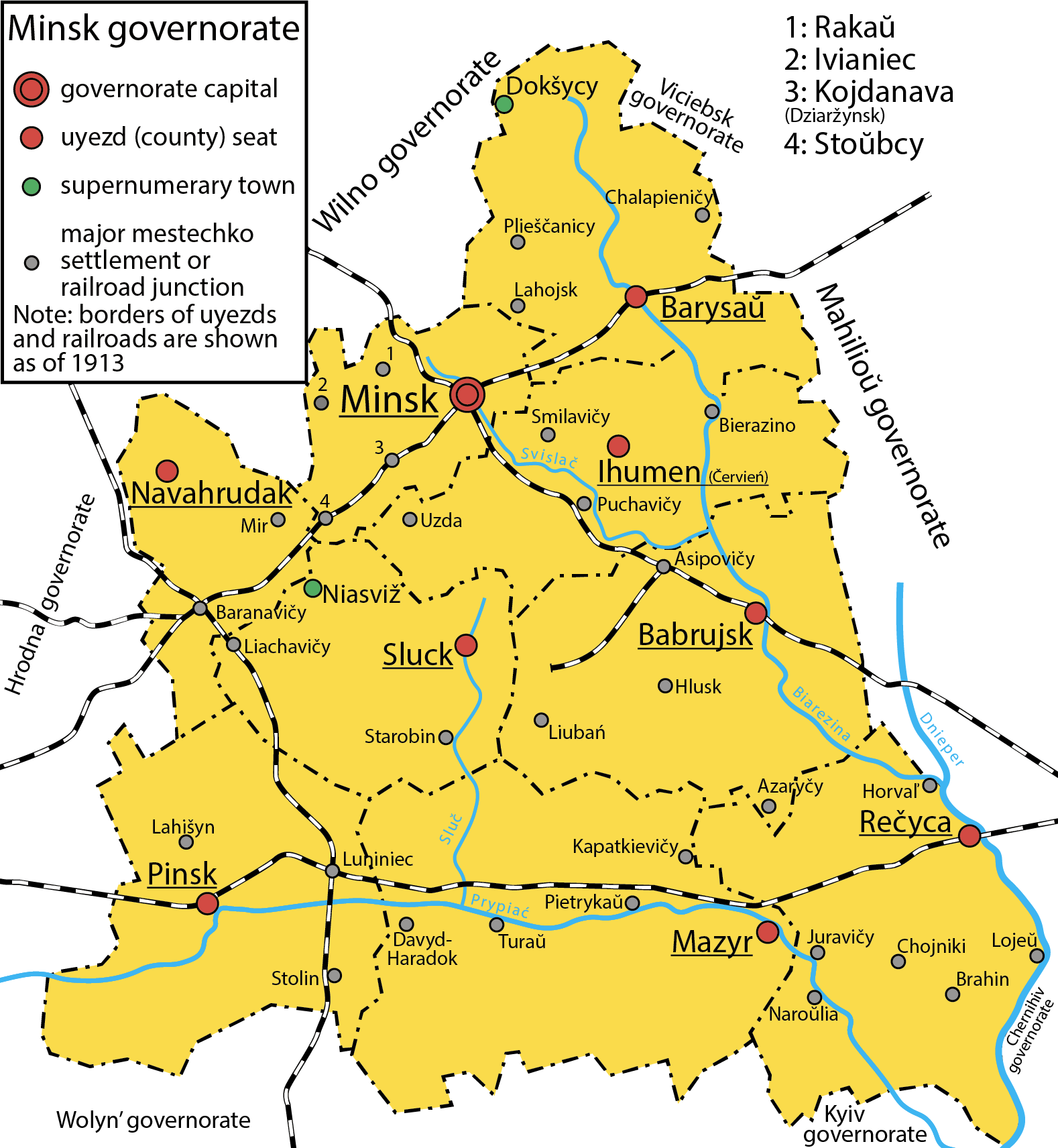

Le territoire du gouvernement de Minsk couvrait une superficie de 91 407 km2. Il était divisée en neuf ouïezds : Bobrouïsk, Borissov, Igoumen, Minsk, Mozyr, Novogroudok, Pinsk, Retchytsa et Sloutsk.
Le gouvernement est bordé (en partant du nord et dans le sens des aiguilles d’une montre) par les gouvernements de Vitebsk, Moguilev, Tchernigov, Kiev, Volhynie, Grodno et Wilna.

## Population
D'après le recensement de 1897, le gouvernement de Minsk comptait 2 147 621 habitants, parmi lesquels 1 633 091 Biélorusses, 343 466 Juifs, 83 999 Russes, 64 617 Polonais et 10 069 Ukrainiens,  il y avait également de petits groupes de Tatars, Allemands et les Lettons.

## Gouverneurs
- Alexeï de Giers (1912-1915)